# Ōkagami
Das Ōkagami (jap. 大鏡, wörtlich: „Großer Spiegel“) ist eine historische Erzählung (歴史物語, rekishi monogatari) aus der späten Heian-Zeit.

## Übersicht
Der Verfasser ist unbekannt, doch vermutet man ihn im Umfeld des Hofadels um die Minamoto-Familie. Es entstand während des Insei von Tennō Shirakawa und zählt mit den drei monogatari: Imakagami („Jetztspiegel“), Mizukagami („Wasserspiegel“) und Masukagami („Klarer Spiegel“) zu den „Vier Spiegeln“ (kagamimono). Es schildert in erzählender Form und im Stile einer biografischen Historiografie (紀伝体, kidentai) historische Ereignisse von 850 bis 1025, d. i. vom Jahr der Inthronisierung des Montoku Tennō bis in die Regierungszeit des Go-Ichijō Tennō, und wird auch als Fortsetzung des Eiga Monogatari betrachtet. Es umfasst drei Abteilungen mit drei, sechs und acht Rollen (Maki).
Das Werk ist nach dem Vorbild chinesischer Geschichtswerke wie dem Shiji verfasste. Als Erzählung weist es selbst für rekishi monogatari eine stilistische Besonderheit auf. Die Ereignisse werden im Zwiegespräch zweier sagenumwogen alter Männer, dem 190 Jahre alten Ōyake no Yotsugi (大宅世継) und dem 180 Jahre alten Natsuyama no Shigeki (夏山繁樹), die sich im Tempel Unrin-in (雲林院) in Kyoto unterhalten, dargebracht. Die Unterhaltung wird durch eingestreute Fragen eines jungen, 20 Jahre alten Krieger unterhaltsam gestaltet.
Strukturell kann das Ōkagami in fünf Teile gegliedert werden: Vorrede (序, jo), Kaiserchroniken (帝紀, teiki), Biografien (列伝, retsuden), Erzählungen vom Fujiwara-Klan (藤原氏物語, Fujiwarashi monogatari) und Erzählungen aus alter Zeit (昔物語, mukashi monogatari). Erzählt werden unter anderem der Bruderzwist zwischen Fujiwara no Kanamichi und Fujiwara no Kaneie, wie Fujiwara no Michikane den Tennō Kazan dazu brachte auf den Thron zu verzichten und vielerlei mehr Intrigen am kaiserlichen Hof.

## Anmerkung
1. ↑  Im Unterschied zum Eiga Monogatari, das inhaltlich etwa den gleichen Zeitraum abdeckt, aber einen chronologischen Aufbau besitzt.